# The Shrimp
The Shrimp è un cortometraggio statunitense del 1930, diretto da Charley Rogers, versione in lingua inglese di Pobre infeliz. 

## Trama
Il timido e mansueto Harry è ospite di una pensione, ed è innamorato della figlia dei proprietari, che lo sprona a reagire alle continue prese in giro delle quali è fatto oggetto dagli altri ospiti della pensione, capeggiati da ”Big Boy” Jim.
Quando il professor Schoenheimer sperimenta su Harry il preparato di sua invenzione che rende forti e quasi feroci coloro che lo assumono, Harry torna alla pensione e si fa rispettare da tutti, particolarmente da Jim.